# Stihovi Puškina 1826. – 1836.
Aleksandar Sergejevič Puškin (Moskva, Rusko Carstvo, 6. lipnja 1799. – Sankt Peterburg, Rusko Carstvo, 10. veljače 1837.) bio je ruski pjesnik, dramatičar i prozaik, reformator ruskog književnog jezika.

## 1826.
- Pjesme o Stenjki Razinu

1. Zaplovila oštrokljuna lađa...
2. Pošo Stjenjka Razin...
3. Nit je topot konjâ, nit je ljudska riječ...
- Prorok
- Zimski put
- U židovskoj kolibi kandilo...

## 1827.
- U rudnicima sibirskim...
- Tri izvora
- Arion
- Anđeo
- Pjesnik
- Karte tužno otvara...
- Bérangerova reputacija
- Talisman
- Zlato i mač (prijevod francuske pjesme Le fer et l'or nepoznatog autora)

## 1828.
- Sjećanje
- Ti i Vi
- Zaludan si dar slučajni...
- Još uvijek dušu hladni vjetrovi...
- Tu ne pjevaj, ljepotice...
- Krdžalija
- Utopljenik
- Gavrani se leteć sreli...
- Grade sjaja, grade - bijedo...
- Ančar
- Cvijetak Uveli cvijetak bezmirisni pušten u knjizi gledam ja
- Pjesnik i gomila

## 1829.
- E.P. Poltorackoj
- Znaci
- Humcima Gruzije noć prekriva njedra...
- Živio je vitez bijedan...
- Opet ovjenčani smo slavom
- Don
- Svraka
- Zima je. Što da radimo na selu? Susrećem...
- Zimsko jutro
- Ja ljubljah vas. Ta ljubav možda cvjeta...
- Elegični odlomak
- Kad bučnim ulicama lutam...
- Kavkaz
- Odron
- O, kol'ko nam otkrića sjajnih...

## 1830.
- Pjesniku (sonet)
- Elegija
- Rad
- Moj, kritičaru tusti, tebe baš do suza...
- Vidi, Iñezilla...
- Rima
- Momak
- Stihovi spjevani noću u nesanici
- Na početku života ja sjećam se škole...
- Uz prijevod Ilijade
- Zbog obala svog zavičaja...
- Cigani (Dok se večernja tišina...)

## 1831.
- Pred grobnicom svetom...
- Klevetnicima Rusije
- Borodinska obljetnica
- Jeka

## 1833.
- Budris i njegova tri sina
- Vojvoda
- Jesen
- O Bože, ne daj da poludim!...

## 1834.
- Da, draga, vrijeme je! Spokojstva srce prosi...
- Mickiewicz
- Pjesme zapadnih Slavena

## 1835.
- Oblak
- Ja posjetih opet...
- Čast u Petra Velikoga
- Vode duboke

## 1836.
- Umjetniku
- Oci pustinjaci i neporočne žene...
- Spomenik nerukotvorni podigoh sebi...
- Zaboravivši gaj, slobodu...

## Napomena
1. ↑  Na popisu se nalaze Puškinove pjesme objavljene na hrvatskom jeziku.